# Francesco Del Punta
Francesco Del Punta (Pisa, 21 maggio 1941 – Pisa, 2 dicembre 2013) è stato uno storico della filosofia italiano.

## Biografia

### Formazione accademica
Nato a Pisa nel 1941, la sua formazione avvenne nel contesto accademico della Scuola di Milano: studiò infatti filosofia all'Università Statale di Milano, allievo di Mario Dal Pra, sotto la cui direzione si laureò con una tesi in filosofia medievale. Proseguì studi e ricerche specializzandosi nello stesso ambito, anche attraverso soggiorni presso università estere, come l'Università di Varsavia, Oxford e New York. 

### Affiliazioni e incarichi
Nel 1975 divenne professore associato della materia all'Università di Pisa, incarico che mantenne fino al 1993, anno in cui fu chiamato a insegnare la stessa disciplina alla Scuola normale superiore.
Fu membro della Société Internationale pour l'Étude de la philosophie médiévale (SIEPM) e della Società Italiana per lo Studio del pensiero medievale (SISPM). La sua attività nel campo dell'edizione testuale lo portò a presiedere la Società per l'edizione dei testi antichi e medievali e ad assumere l'incarico di direttore scientifico della rivista Documenti e studi sulla tradizione filosofica medievale.

### Interessi di studio
Nell'ambito dello studio del pensiero medievale occidentale, suoi ambiti di elezione furono, in particolare, la Scolastica medievale e la tradizione filosofica aristotelica attraverso la Tarda antichità fino al Medioevo. In tali ambiti, si distinse per importanti iniziative di conoscenza critica di testi di autori medievali, anche in qualità di presidente della Società per l'edizione dei testi antichi e medievali. Degno di nota, a tale proposito, l'impegno dedicato dal suo gruppo di ricerca alla raccolta e pubblicazione, per Leo S. Olschki, dei volumi dell'opera omnia di Egidio Romano (Aegidii Romani opera omnia, collana Corpus Philosophorum Medii Aevi - Testi e Studi), che ha permesso "di approfondire la conoscenza del suo pensiero" e di approdare "a risultati estremamente significativi".